# 塑性變形

非鐵合金在應力下的應變圖：為應力，為應變
1: 彈性區間：原子之間間距被拉開。
2: 比例極限(Proportionality limit)：虎克定律此後不成立
3: 彈性極限(鐵金合為降伏點)：塑性變形開始，差排開始移動
4: 安全應力(proof stress)：應變的0.2%再以初始比例延伸，由於非鐵合金沒有降伏點，安全起見設定安全應力，鐵合金的安全應力即為降伏強度/降伏應力

塑性變形（英語：Plastic deformation），指材料受外力作用而形變時，若过了一定的限度则不能恢复原状，这样的變形叫做塑性變形。这个限度称作弹性限度。以具延展性的金屬為例，當它受到小程度的拉力時，它延長後可以回復原狀，但若拉力很大，它可能有某部分拉長後不能縮短。

大部分的物料也會發生塑性變形，包括金屬、泥土、混凝土、泡沫、岩石、骨骼、皮膚等。出現塑性變形的原因各有不同，總括來說是由於物質內出現微小的裂縫或差排。物料的延展性愈高，弹性限度愈高。此外，弹性限度也受拉力增加的速度影響。

## 物理機制

鋼在壓應力下的應變圖：
1. 抗拉強度
2. 降伏強度
3. 斷裂
4. 加工硬化：鋼因塑性變形硬化
5. Necking：鋼出現比原來橫切面幼的部分
A: 表面壓力(F/A_{0})
B: 實際壓力(F/A)

### 金屬塑性變形
金屬晶體塑性變形時出現兩種機制：第一種是個別的原子由本來的位置移到另一個位置；第二種是兩層晶體錯位。
大部分的金屬的塑性變形能力在高溫時較高，因此可以藉此塑造其外形。鉛在室溫時已能顯示出足夠的塑性變形能力，但鑄鐵的塑性變形能力在很高溫度下也很弱。
在納米尺度中，一些立方晶系的簡單金屬在特定條件下，其塑性變形是可逆的。
此外，晶體的裂縫可能與差排糾纏在一起，令差排不能繼續滑動，晶體的塑性變形變得局部性。

### 無定形體塑性變形
無定形體缺乏規則的結構，差排的概念是不適用的。在無定形體中，原子與原子間存在着很大的空間，拉力會壓縮這些空間，但空間被壓縮後不會重新擴張。有些物料拉伸的部分會出現像薄霧般的顏色，這是因為拉力形成一些納米纖維。

### 馬氏體塑性變形
馬氏體的塑性變形較複雜，不能以簡單的理論解釋。如鎳鈦合金，根㯫以上提到的理論，其塑性變形是不可逆的，但實際上它是可逆的，是為「偽彈性」，或形狀記憶。

## 數學詮釋

理想的彈性及塑性形變

形變有數種數學的詮釋方法，例如虎克定律。但虎克定律並不是時時都準確，它只能描述物質在到達降伏強度之前的狀態。

1934年，傑弗里·泰勒和其他兩名科學家幾乎同時發現物質的塑性形變可以用差排的理論解釋，這樣物質的形變應用一系列非線性的公式解釋。

## 屈服条件

Tresca criterion和Von Mises criterion的比較

兩種理論繪製的表面比較圖

為了決定特定物質是否已經降伏，即處於塑性變形，一些理論，如Tresca criterion和Von Mises criterion，被用作指標。但它們已被發現不是適用於所有的物質，因此其他的理論也會被使用到。

### Tresca criterion
此理論假定物質受到拉力或壓力降伏時，它受到剪應力也會降伏。莫爾圓被用作估計物質的抗剪切力，當達到以下條件時物質會降伏：
{\displaystyle \sigma _{1}-\sigma _{3}\geq \sigma _{0}}
σ1為最高應力，σ3為最低應力，σ0為降伏強度。此公式可推導出一個表面，在表面內的狀態為彈性形變，在表面上的狀態為塑性形變，而不存在表面外的物質狀態。

### von Mises criterion
此理論基於前一理論，但假設靜水壓力並不導致物質降伏，而是取決於有效應力（英語：Effective stress）。
{\displaystyle {\begin{aligned}\sigma _{\mathrm {effective} }^{2}&={\tfrac {1}{2}}\left[\left(\sigma _{11}-\sigma _{22}\right)^{2}+\left(\sigma _{22}-\sigma _{33}\right)^{2}+\left(\sigma _{33}-\sigma _{11}\right)^{2}+6\left(\sigma _{12}^{2}+\sigma _{13}^{2}+\sigma _{23}^{2}\right)\right]\end{aligned}}}
此公式導出一曲面，在表面內的狀態為彈性形變，在表面上的狀態為塑性形變，而不存在表面外的物質狀態。